# Ganzirri

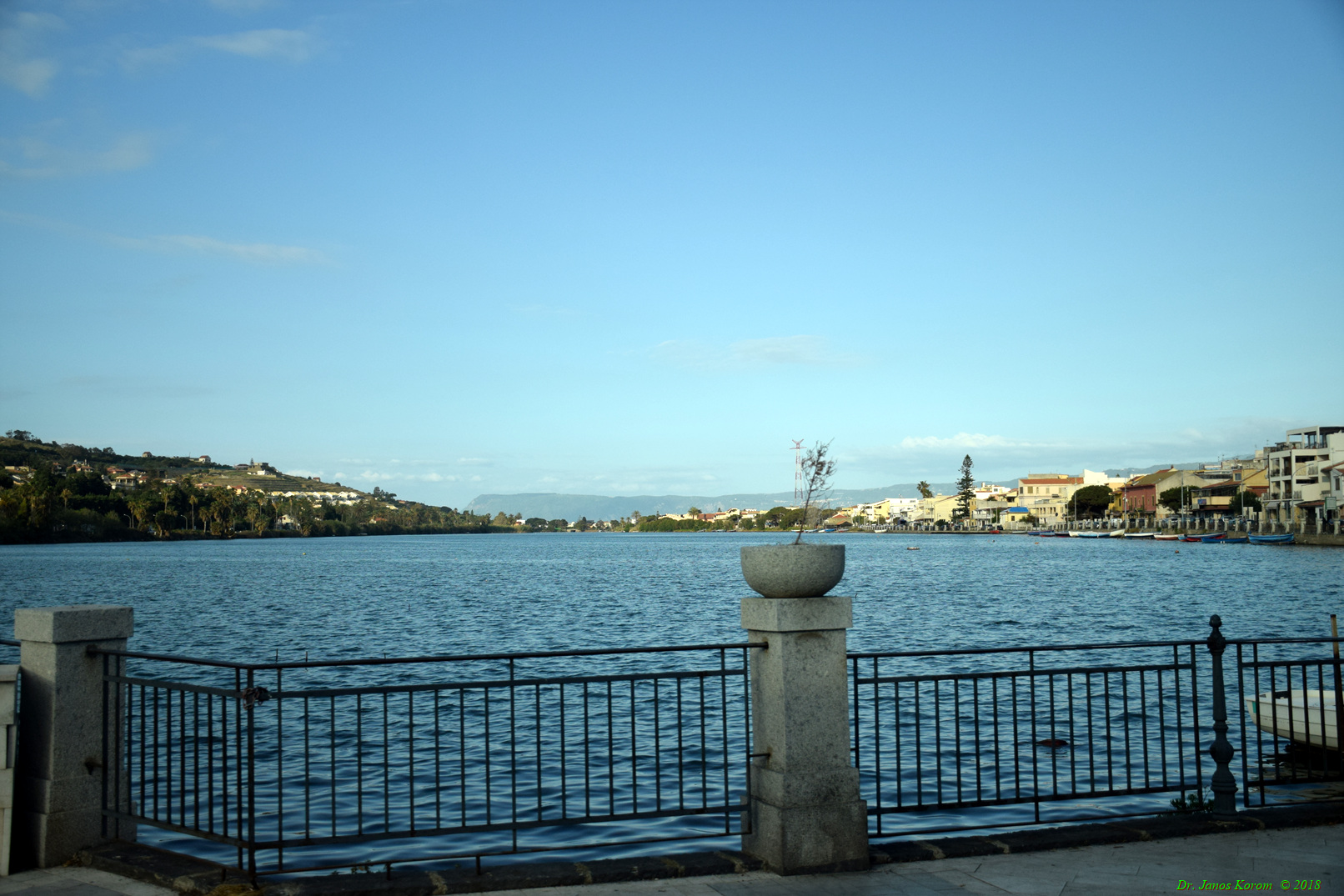
Veduta del Lago Grande di Ganzirri

Ganzirri (Canziri in dialetto messinese) è una frazione di Messina, situata 13 km a nord-est dal centro città, all'interno della Circoscrizione VI.
Nel comprensorio di Ganzirri si trova il lago, detto Lago Grande o Pantano Grande (il lago di Ganzirri) adiacente e collegato al Lago Piccolo o Pantano Piccolo (il lago di Torre Faro) tramite il canale dei Margi. Il lago di Ganzirri è inoltre collegato direttamente con il Mare Ionio, mentre quello di Torre Faro con il Mar Tirreno. Rinomati in tutta la Sicilia sia per la tradizionale attività di molluschicultura sia come frequentata zona di villeggiatura dello stretto, da qualche anno il lago di Ganzirri è stato inserito nell'area della Riserva Naturale Orientata della Laguna di Capo Peloro (il cui nome deriva dalla sua posizione a ridosso dei monti Peloritani) istituita dalla regione il 21 giugno 2001 e che copre una superficie di 68,12 ettari a terra. Conseguentemente l'attività di molluschicultura è cessata.
Ganzirri con i caratteristici vicoli stretti e con le case basse, conserva la struttura tipica di un borgo marinaro. Insieme a Torre Faro, forma la punta nord orientale della Sicilia che è la zona più vicina alla Calabria. La distanza da una riva all'altra dello stretto di Messina è di soli 3,1 km (circa 2 miglia).

## Origini del nome

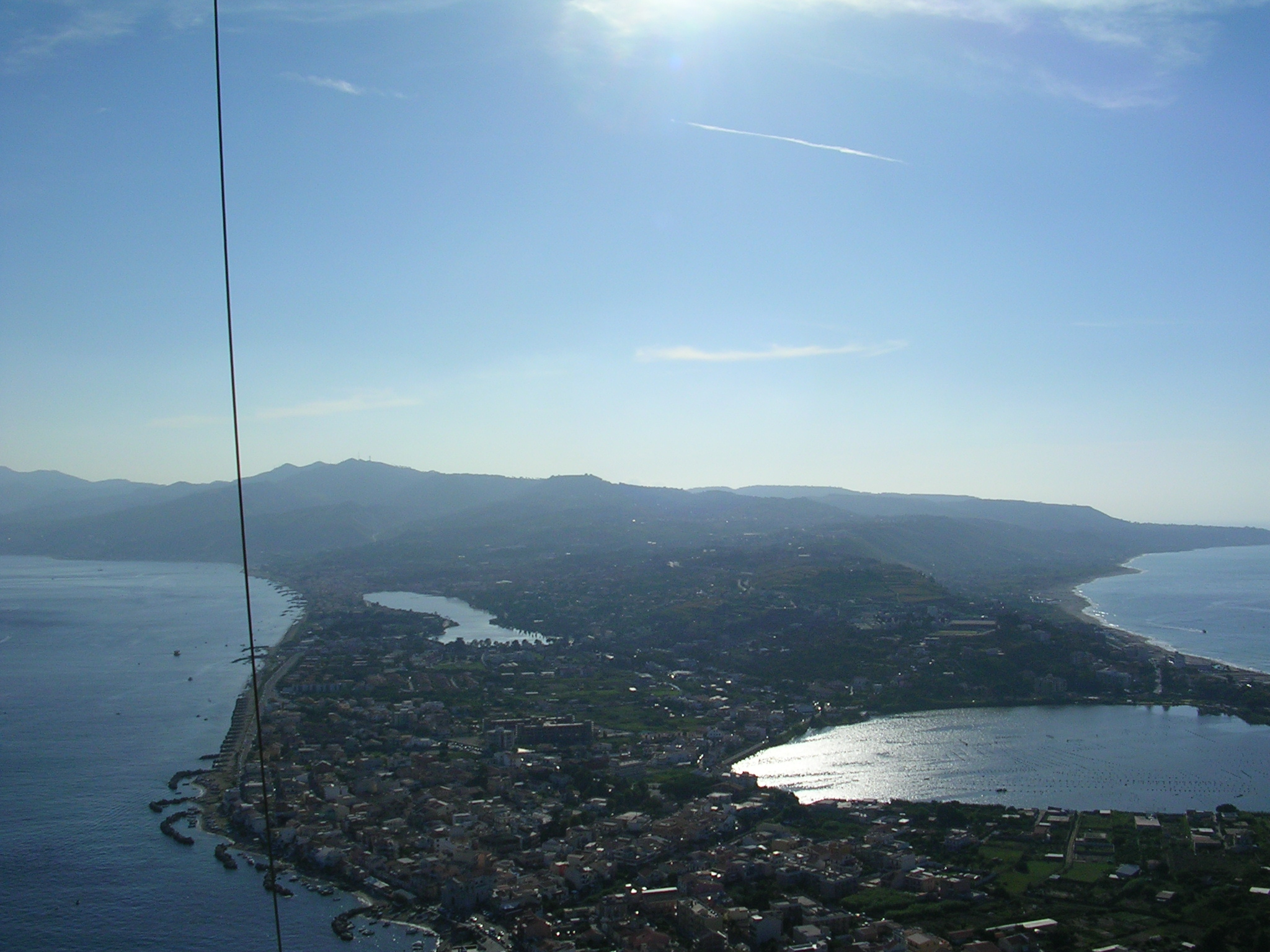
I laghi di Ganzirri e Faro, visti dal Pilone di Torre Faro

Dal vocabolo arabo khanzir, che indica in generale i suini e che può identificare ed essere utilizzato sia per il maiale sia per il cinghiale. Il termine farebbe riferimento a "una località ove abbondano i maiali o i cinghiali allo stato brado", una "porcilaia". In realtà si tratterebbe di una "cinghialaia", vista la prolificità storica di tale animale nel circondario peloritano. Dagli Arabi questo territorio sarebbe stato chiamato Ghadir-al-Khanziri, cioè il "Pantano dei Cinghiali". La parola ghadir significa appunto "stagno", "palude", un'area dove l'acqua piovana si raccoglie a formare dei laghi acquitrinosi poco profondi.
La voce attuale deriva dalla corruzione dialettale dell'aggettivo al-Khanziri ("del Cinghiale"), a sottolineare quanto questo animale fosse particolarmente diffuso e facilmente avvistabile. Il toponimo probabilmente ha risentito della fusione sia del vocabolo ghadir sia di khanziri, generando per agglutinazione la variante ghanziri, subito adottata dalla popolazione locale.

## Monumenti e luoghi d'interesse

### Architetture militari
Significativo esempio di arte del periodo medievale è la Torre dei Saraceni, costruita lungo la costa che si affaccia sullo stretto di Messina. Questa piccola opera militare serviva a sorvegliare la zona marina antistante, per poter eventualmente segnalare il passaggio di navi, alleate o nemiche. La presenza sulla cima di diversi merli ci fa pensare che essa fungeva da vera e propria piccola roccaforte, dalla quale i soldati potevano scagliare frecce verso le imbarcazioni nemiche.

## Società

### Tradizioni e folclore
Nella seconda domenica del mese di agosto, hanno luogo le celebrazioni e i festeggiamenti in onore del santo patrono San Nicola di Bari. La processione dei fedeli accompagna la statua del santo per le principali vie del paese, alternandosi a brevi soste di preghiera. L'ultimo tratto della processione è, forse, il più caratteristico, in quanto si svolge proprio nel lago di Ganzirri. La statua viene issata su di una grande imbarcazione che, attraversando per un breve tragitto il lago, è seguita da numerose barche di fedeli. Questo caratteristico percorso, che vede la statua attraversare le acque, vuole sottolineare come, da millenni, uno strettissimo e indissolubile legame unisca Ganzirri, il lago e i suoi abitanti, alla peculiare vocazione marinara del borgo.

## Infrastrutture e trasporti
Posta lungo la Strada statale 113, fra il 1890 e il 1949 la località era servita dalla tranvia Messina-Barcellona della SATS, elettrificata nel 1917 fino a Granatari e Torre Faro.
Oggi la località è servita dall’Azienda Trasporti Messina spa, con la linea 1 “Shuttle 100”,  31 “Sperone-Torre Faro” entrambe con capolinea in Via Circuito nei pressi di Torre Faro.